# Princess Ghibli II
Princess Ghibli II（プリンセス・ジブリ II）は、スタジオジブリの映画の主題歌のヘヴィメタル/メロディックデスメタルカバーを収録した、トリビュート・アルバム。2011年4月に発売された前作『Princess Ghibli』に続く第2弾である。レコードレーベルは、Overlap Recordsであるが、販売はメディアファクトリーが手がける。また、日本国外では、Coroner Recordsがリリースする。アーティストとして、Imaginary Flying Machines (イマージナリー・フライング・マシーンズ)とクレジットされているが、これはプロジェクト名であり、バンド名やアーティスト名ではない。

## 内容
スタジオジブリ映画の主題歌をヘヴィメタル(特にメロディックデスメタル)へカバーするという前代未聞の試みと、シーンでは有名なバンドが参加したことから注目された前作『Princess Ghibli』が好評だったため作成されたトリビュート・アルバムの第2弾である。楽曲は、主にイタリアのCoroner Records所属のバンドが参加しており、参加バンドは前回より増えている。また、ボーカリストにも、日本語圏外の人物が複数いるが、歌詞は原曲の歌詞に忠実であり、英語詞への翻訳は行われていないという特徴がある。
プロデューサー及びレコーディング・エンジニアは、前作同様イタリアのメロディックデスメタルバンド、ディサルモニア・ムンディの中心人物のエットレ・リゴッティが務めた。

## 収録曲
1. Toki No Uta (時の歌)
歌：クラウディオ・ラヴィナール、Sophia Aslanidou 編曲・演奏：ディサルモニア・ムンディ
作詞：宮崎吾朗、新居昭乃、作曲：新居昭乃、保刈久明
ゲド戦記主題歌。原曲の歌手は手嶌葵。
2. Ruuju No Dengon (ルージュの伝言)
歌：クラウディオ・ラヴィナール、Yoko Hallelujah 編曲・演奏：ザ・ストランデッド
作詞・作曲：荒井由実
魔女の宅急便オープニングテーマ。原曲の歌手は荒井由実(現・松任谷由実)。
3. Kaze No Tani No Nausicaa (風の谷のナウシカ)
歌：Dalay Tarda、Sophia Aslanidou 編曲・演奏：ライズ・トゥ・フォール
作詞：松本隆、作曲：細野晴臣
風の谷のナウシカシンボルテーマソング。原曲の歌手は安田成美。
4. Sayonara No Natsu (さよならの夏)
歌：クラウディオ・ラヴィナール、Sophia Aslanidou 編曲・演奏：ディサルモニア・ムンディ
作詞：万里村ゆき子、作曲：坂田晃一
コクリコ坂から主題歌。原曲の歌手は手嶌葵。
5. Sekai No Yakusoku (世界の約束)
歌：Lorenzo Carrera、Erik Castello、Yoko Hallelujah 編曲・演奏：Living Corpse
作詞：谷川俊太郎、作曲：木村弓
ハウルの動く城主題歌。原曲の歌手は倍賞千恵子。
6. Ai Wa Hana Kimi Wa Sonotane (愛は花、君はその種子)
歌：エットレ・リゴッティ、Sophia Aslanidou 編曲・演奏：BLOOD STAIN CHILD
原曲‐作詞・作曲：アマンダ・マクブルーム
日本語訳詞：高畑勲
おもひでぽろぽろ主題歌。原曲の歌手は都はるみ。
7. On Your Mark
歌：クラウディオ・ラヴィナール、エットレ・リゴッティ、Yoko Hallelujah 編曲・演奏：ディサルモニア・ムンディ
作詞・作曲：飛鳥涼
On Your Markテーマ。原曲の歌手はCHAGE and ASKA。
8. Umi No Mieru Machi (海の見える街)
編曲・演奏：ザ・ストランデッド
作曲：久石譲
魔女の宅急便挿入曲。
9. Umi No Okaasan (海のおかあさん)
歌：Lorenzo Carrera、Erik Castello、Yoko Hallelujah 編曲・演奏：Living Corpse
作詞：覚和歌子、宮崎駿 作曲：久石譲
崖の上のポニョ主題歌。原曲の歌手は林正子。
10. The Merry-Go-Around Of Life (人生のメリーゴーランド)
編曲・演奏：ネロアルジェント
作曲：久石譲
ハウルの動く城劇中挿入曲。
11. Gake No Ue No Ponyo - Remix (崖の上のポニョ)
歌：パオロ・コラヴォルベ、Yoko Hallelujah 編曲・演奏：デストレイジ、リミックス:ネロアルジェント
作詞：近藤勝也、補作詞：宮崎駿、作曲：久石譲
崖の上のポニョ主題歌。原曲の歌手は藤岡藤巻と大橋のぞみ。
12. Tonari No Totoro - Remix (となりのトトロ)
歌：クラウディオ・ラヴィナール、エットレ・リゴッティ、Sophia Aslanidou 編曲・演奏：ディサルモニア・ムンディ、リミックス:ネロアルジェント
作詞：宮崎駿、作曲：久石譲
となりのトトロエンディングテーマ。原曲の歌手は井上あずみ。

## 参加ミュージシャン
- ディサルモニア・ムンディ Disarmonia Mundi - (演奏 #1、#4、#7、#12)
  - エットレ・リゴッティ Ettore Rigotti - (ボーカル #6、#7、#12)
  - クラウディオ・ラヴィナール Claudio Ravinale - (ボーカル #1、#2、#4、#7、#12)
- ザ・ストランデッド The Stranded - (演奏 #2、#8)
- ライズ・トゥ・フォール Rise To Fall - (演奏 #3)
  - Dalay Tarda - (ボーカル #3)
- Living Corpse - (演奏 #4、#9)
- Lorenzo Carrera - (ボーカル #4、#9)
- Erik Castello - (ボーカル #4、#9)
- BLOOD STAIN CHILD - (演奏 #6)
  - Sophia Aslanidou - (ボーカル #1、#3、#4、#6、#12)
- デストレイジ Destrage - (演奏 #11)
  - パオロ・コラヴォルベ Paolo Calavolve - (ボーカル #11)
- ネロアルジェント -  (演奏 #10)、(リミックス #11、#12)、(キーボード #1、#4、#7、#8)
- Yoko Hallelujah - (ボーカル #2、#5、#7、#9、#11)
- William Barbero - (ギターソロ #7、#8)